# Französische Domschule Berlin
Im 19. Jahrhundert befand sich in den Räumen des Französischen Doms, im (weltlichen) Turm der Friedrichstadtkirche auf dem Gendarmenmarkt in Berlin, die Französische Domschule. Sie war von der Hugenottengemeinde als jeweils sechsklassige Elementar- und Mittelschule an der (zur Französischen Straße gelegenen) Nordseite für Knaben bzw. an der (zur Jägerstraße gelegenen) Südseite für Mädchen  eingerichtet worden. Jeweils drei Schulräume befanden sich auf der Ebene des Einganges, drei im zweiten Stockwerk. Im unzureichend beleuchteten ersten Stock befand sich die Dienstwohnung des Schulleiters. Als Spielplatz und Pausenhof diente der Gendarmenmarkt.

## Bekannte Lehrer

Anny Wothe

- Eusebius Schmidt (1810–1883), Pädagoge und Erster Lehrer der Französischen Domschule sowie Leiter der Mädchenschule

## Bekannte Schüler
- Paul Wilhelm Schmidt (1845–1917), Theologe und Hochschullehrer
- Anny Wothe (1858–1919), Schriftstellerin und Journalistin